# Opstadhornet
Opstadhornet (eller Oppstadhornet) er et fjeld (737 moh.) på øen Otrøya i Midsund kommune i Møre og Romsdal fylke i Norge. Det ligger i et fjeldmassiv som også omfatter
Klausethornet (660 moh.) i sydvest, Rørsethornet (659 moh.) og Ræstadhornet (759 moh.) i vest, og Heggdalshornet i nordøst.
Fjeldet er kendt for sprækkerne ved fjeldets top der giver fare for fjeldskred.Undersøgelser gennemført af Norges Geologiske Undersøgelse, Norges Geotekniske Institutt og Fylkesgeologen i Møre og Romsdal Fylkeskommune, har de sidste tiår påvist en
flage på 20 millioner m³ sten i vertikal krybebevægelse. Gennem
5000–10000 år, i perioden efter sidste istid, er flagen sunket 30–40 meter.
Det anslås for relativt sandsynlig (0,1 promille pr. år), at flagen vil løsne sig og styrte ud i Moldefjorden på øens syd-østlige side, ved gården Opstad.
Virkningene vil langt overgå dem man fik ved Tjelle-skredet, længere inde i fjorden.
Det antages at et jordskælv vil kunne fremprovokere skredet.
62°41′56″N 6°50′27″Ø / 62.6989°N 6.8408°Ø